# Andrate
Andrate est une commune de la ville métropolitaine de Turin dans le Piémont en Italie. 

## Administration
| Période                                  | Période  | Identité       | Étiquette    | Qualité |
| ---------------------------------------- | -------- | -------------- | ------------ | ------- |
| 14 juin 2004                             | En cours | Giulio Roffino | lista civica |         |
| Les données manquantes sont à compléter. |          |                |              |         |

### Communes limitrophes
Settimo Vittone, Donato, Nomaglio, Borgofranco d'Ivrea, Chiaverano

## Monuments
- Château Rubino